# Mio Suemasa
Mio Suemasa (jap. 末政実緒 Suemasa Mio; ur. 1 kwietnia 1983 w Kobe) – japońska kolarka górska, srebrna medalistka mistrzostw świata.

## Kariera
Największy sukces w karierze Mio Suemasa osiągnęła w 2004 roku, kiedy zdobyła srebrny medal w downhillu podczas mistrzostw świata w Les Gets. W zawodach tych wyprzedziła ją jedynie Vanessa Quin z Nowej Zelandii, a trzecie miejsce zajęła Francuzka Céline Gros.
Jako juniorka zdobyła w tej samej konkurencji złoty medal na mistrzostwach świata w Vail w 2001 roku oraz złoty medal igrzysk azjatyckich w Pusanie w 2002 roku. Ponadto zdobyła dziesięć złotych medali mistrzostw Japonii oraz dziewięć tytułów mistrzyni Azji. W sezonach 2003, 2007 i 2008 Pucharu Świata w kolarstwie górskim zajmowała trzecie miejsce w klasyfikacji four crossu. Nigdy nie startowała na igrzyskach olimpijskich.